# Monotoma malyi
Monotoma malyi is een keversoort uit de familie kerkhofkevers (Monotomidae). De wetenschappelijke naam van de soort werd in 1914 gepubliceerd door Jan Obenberger.